# ZED FC
El ZED Football Club (en árabe: نادي زد لكرة القدم‎) es un club de fútbol del municipio de Guiza, Egipto. Fue fundado en 2009 como FC Masr y juega en la Liga Premier de Egipto desde la temporada 2023-24.

## Historia

### FC Masr
Fundado en 2009, el FC Masr comenzó su historia en la cuarta división del país en la temporada 2011-12, en el grupo de El Cairo. El club consiguió dos ascensos consecutivos en 2013 y 2014, debutando en la Segunda División de Egipto en la temporada 2014-15.

### ZED FC
En noviembre de 2020, el equipo fue reenombrado a ZED FC luego de la compra del grupo ZED Sports.
En diciembre de 2021, se anunció una alianza con el Aston Villa inglés.

## Jugadores
- Actualizado al 14 de noviembre de 2024[4]

## Entrenadores
- Hesham Zakaria (agosto de 2014-junio de 2015)
- Mohamed Salah Eldin (septiembre de 2015-diciembre de 2025)
- Abdelnaser Mohamed (enero de 2016-noviembre de 2016)
- Ahmed El Kass (diciembre de 2016-enero de 2017)
- Ayman El Mizzayn (julio de 2017-diciembre de 2017)
- Khaled Galal (diciembre de 2017-abril de 2018)
- Mohamed Salah Eldin (octubre de 2018-agosto de 2019)
- Osama Nabih (agosto de 2019-septiembre de 2019)
- Abdelnaser Mohamed (septiembre de 2019-febrero de 2020)
- Khaled Galal (febrero de 2020-septiembre de 2020)
- Tarek Abdallah (septiembre de 2020-noviembre de 2020)
- Osama Nabih (noviembre de 2020-marzo de 2021)
- Ismail Youssef (marzo de 2021-marzo de 2022)
- Samir Kamouna (marzo de 2022-junio de 2022)
- Magdy Abdel-Aaty (julio de 2022-)[5]